# Kehrenbergtunnel
Der Kehrenbergtunnel ist ein 2400 m langer Eisenbahntunnel der Schnellfahrstrecke Hannover–Würzburg auf dem Gebiet der nordhessischen Gemeinde Körle. Das Bauwerk nimmt zwei Gleise auf, die planmäßig mit bis zu 250 km/h befahren werden können.

## Verlauf
Die Gradiente steigt im Tunnel nach Süden durchgehend an.
Das Bauwerk liegt zwischen den Streckenkilometern 157,137 und 159,537. Die zulässige Geschwindigkeit im Bereich des Bauwerks liegt bei 250 bis 280 km/h.
Nördlich schließt sich die Schwarzenbach-Talbrücke, südlich folgt die Trockene-Mülmisch-Talbrücke mit dem Bahnhof Körle Ost an.

## Geschichte

### Planung und Bau
Das Bauwerk lag im Planungsabschnitt 13 im Mittelabschnitt der Neubaustrecke.
1984 wurde es, bei einer Länge von 2366 m, mit 58,0 Millionen DM kalkuliert.
Der Tunnel wurde am 11. Juni 1986 angeschlagen. Entsprechend seiner Tunnelpatin wurde er als Sieglinde-Tunnel bezeichnet.

### Betrieb
Am 17. September 1999 wurde ein 16-jähriger Junge vor dem Tunnel von einem Zug 
erfasst und getötet.